# Александър Капричев
Александър Капричев е български художник.

## Биография
Александър Капричев е роден във Варна през 1945 г.
Завършва средното си образование във Втора гимназия във Варна, а през 1975 г. се дипломира във ВИИИ „Николай Павлович“ в София, специалност „Стенопис“, при проф. Георги Богданов и проф. Мито Гановски.
След завършване на Академията, работи като художник на свободна практика в едно от ателиетата, изградени в бившата фабрика „Вулкан“, във Варна. През 1976 – 1978 е избран за председател на Ателието на младите художници (AМХ), Варна, а от 1980 г. е член на СБХ.
От 1999 до 2006 година живее и твори в Англия, в ателиетата на Индипендънт Студиос, в Лестър и в Бирмингам. През 2006 г. се завръща във Варна, с нови творчески планове и с намерение за организиране на ретроспективна изложба, осуетени от внезапната му кончина през 2008 г.

## Творчество
Александър Капричев твори в областта на кавалетната и на декоративно-монументалната живопис. Автор е на голям брой живописни платна, акварели, графики и рисунки, а така също и на няколко проекта за монументални творби, стенопис, стъклопис и гоблени, които в стилово отношение могат да бъдат отнесени към лиричната абстракция или към абстрактния експресионизъм.
Участва със свои картини в Изложба на варненските художници в Сарагоса, Испания (1993); Самостоятелна изложба, ХГ „Борис Георгиев“, Варна (1996); Биенале на графиката, Варна (1997, 1999); Арт панаир „Импресия“, Пловдив (1997, 1999); Мол Галъри, Годишна изложба на Кралското общество на акварелистите, Лондон (2000); Годишни изложби на Индипендънт Студиос, Великобритания (2002, 2003, 2004, 2005). Негови произведения са притежание на Националната художествена галерия (София), Министерството на Културата, Градската художествена галерия – Варна и на частни колекции в страната и чужбина.